# Miksicus kaszabi
Miksicus kaszabi är en skalbaggsart som beskrevs av Miksic 1962. Miksicus kaszabi ingår i släktet Miksicus och familjen Cetoniidae. Inga underarter finns listade i Catalogue of Life.